# Neospondylis
Neospondylis is een kevergeslacht uit de familie van de boktorren (Cerambycidae). De wetenschappelijke naam van het geslacht werd voor het eerst geldig gepubliceerd in 2005 door Sama.

## Soorten
Neospondylis omvat de volgende soorten:
- Neospondylis mexicanus (Bates, 1879)
- Neospondylis upiformis (Mannerheim, 1843)